# Clark Gable
Pour les articles homonymes, voir Gable.
Clark Gable, né le 1er février 1901 à Cadiz dans l'Ohio et mort le 16 novembre 1960 à Los Angeles en Californie, est un acteur américain.
Plus grande star au box-office du début du cinéma parlant, au cours de sa longue carrière il apparaît avec les plus grandes actrices de l’époque : Joan Crawford, qui était sa partenaire favorite, joue avec lui dans huit films ; Myrna Loy est à ses côtés dans sept films et il forme un duo avec Jean Harlow dans six productions. Il est aussi la star de quatre films avec Lana Turner et trois avec Norma Shearer.
Clark Gable remporte l’Oscar du meilleur acteur en 1934 pour son interprétation dans le film New York-Miami. Suit une autre nomination pour son rôle de Fletcher Christian dans Les Révoltés du Bounty (1935). Mais, il reste pour le grand public surtout célèbre pour avoir incarné le rôle de Rhett Butler dans le classique Autant en emporte le vent, sorti en 1939.
C’est un des rares acteurs à avoir joué dans trois films ayant obtenu un Oscar du meilleur film. L'American Film Institute l'a classé à la septième place des acteurs de légende du cinéma américain.

## Biographie

### Jeunesse
Clark Gable naît à Cadiz (Ohio) de William Henry « Bill » Gable (1870-1948), foreur de puits de pétrole d’ascendance allemande,, et Adeline Hershelman (1869-1901), d’origine allemande et irlandaise.
Il est par erreur enregistré comme une fille sur son certificat de naissance. Son nom de naissance est probablement William Clark Gable, mais les registres de naissances, d’écoles et d’autres documents se contredisent à ce sujet. « William » en l’honneur de son père et « Clark » étant le nom de jeune fille de sa grand-mère maternelle. Dans l’enfance, on l’appelle le plus souvent « Clark » ; mais pour certains amis il est « Clarkie », « Billy » ou « Gabe »[source insuffisante].
Lorsqu'il atteint l’âge de six mois, sa mère, déjà malade, le fait baptiser dans la religion catholique. Elle meurt quatre mois plus tard, sans doute d’une tumeur du cerveau. Après sa mort, sa famille refuse de l’élever dans la religion catholique, provoquant l’animosité du côté maternel. La querelle prend fin avec l’autorisation de la famille de son père à aller voir son oncle, le frère de sa mère disparue, Charles Hershelman, et sa femme dans leur ferme de Vernon en Pennsylvanie[réf. nécessaire].
En avril 1903, son père Will épouse Jennie Dunlap, dont la famille vient de la périphérie de Hopedale (Ohio). Gable était un grand et timide garçon avec une grosse voix. La nouvelle famille s’installe dans une maison neuve sur un terrain acheté par son père. Jennie joue du piano auquel elle initie son beau-fils ; plus tard il se mettra aux cuivres. Elle l’élève en apportant grand soin à sa mise et ses vêtements mais l’enfant préfère la mécanique et enlève ses beaux habits pour réparer des voitures avec son père. À treize ans, il est le seul garçon de l’orchestre local. Malgré l’incitation de son père à faire des loisirs virils, comme la chasse et le travail physique, il aime les mots. En bonne compagnie, il récite du Shakespeare, surtout les sonnets. Will consent à lui acheter une collection de 72 volumes de The World’s Greatest Literature pour parfaire l’éducation de son fils mais déclara ne l’avoir jamais vu le lire. En 1917, Clark est au lycée quand son père connaît des déboires financiers. Pour régler ses dettes, Will s’essaie à la ferme et installe sa famille à Ravenna, près de la ville d’Akron. Mais Clark s’accommode mal de la campagne. Son père aura beau insister pour qu’il aide à la ferme, le jeune homme part travailler dans l’usine de pneus B.F. Goodrich d’Akron[réf. nécessaire].

### Débuts
Clark Gable a 17 ans lorsqu’il décide de devenir acteur après avoir vu la pièce The Bird of Paradise, mais il attendra quatre ans, à sa majorité, avant de se lancer avec l’argent de l’héritage. Sa belle-mère Jennie meurt cette année-là et son père part s’installer à Tulsa pour retrouver ses affaires pétrolières.
Il fait des tournées avec des troupes de répertoire, travaille par moments dans le pétrole et gère aussi des chevaux. Embauché dans des compagnies théâtrales de seconde catégorie, il traverse le Midwest vers Portland dans l’Oregon où il vendra des cravates dans un grand magasin de la chaîne Meier & Frank (en).
C’est là qu’il fait la connaissance de l’actrice Laura Hope Crews qui l’encourage à revenir sur scène pour une nouvelle troupe. Son professeur de comédie y sera Josephine Dillon, de dix-sept ans son aînée, alors gérante d’un théâtre de la ville. Elle lui paie des soins dentaires et une nouvelle coiffure, l’aide à prendre soin de son physique et lui enseigne des postures et des règles de maintien. Elle passe de longues heures à entraîner sa voix trop aigüe qu’il parvient lentement à placer dans un ton plus grave, pour une meilleure résonance et un ton plus juste. Tout en acquérant cette nouvelle technique discursive, il améliore ses expressions faciales, plus naturelles et convaincantes. Après cette longue période d’entraînement, elle le considère enfin prêt à tenter sa chance dans une carrière dans le cinéma[réf. nécessaire].

## Carrière

### La scène et le cinéma muet
En 1924, Clark Gable se rend à Hollywood avec l’aide financière de Josephine Dillon, son manager et bientôt sa première épouse. Il change son nom de scène, de W. C. Gable en Clark Gable. Il fait de la figuration dans des films muets dont The Plastic Age (1925) avec la star Clara Bow, et Forbidden Paradise, mais aussi dans une série de comédies en deux-bobines intitulée The Pacemakers et une série de courts-métrages. Mais comme on ne lui propose aucun rôle important, il retourne sur scène où il noue un lien d’amitié à vie avec Lionel Barrymore, qui lui reprocha d’abord son amateurisme avant de l’encourager fortement à rester au théâtre.
Pendant la saison théâtrale 1927-1928, il joue avec la compagnie du répertoire Laskin Brothers à Houston, où il interprète de nombreux rôles et acquiert une grande expérience tout en devenant une idole locale. Partant alors pour New York, Dillon lui trouve du travail à Broadway. Il y reçoit un bon accueil dans Machinal ; « Il est jeune, robuste et foncièrement viril », dit de lui le Morning Telegraph. Avec l’arrivée de la Grande Dépression et le début du cinéma parlant, le théâtre est en crise durant la saison 1929-1930 et le travail se fait rare[réf. nécessaire].

### Premiers succès

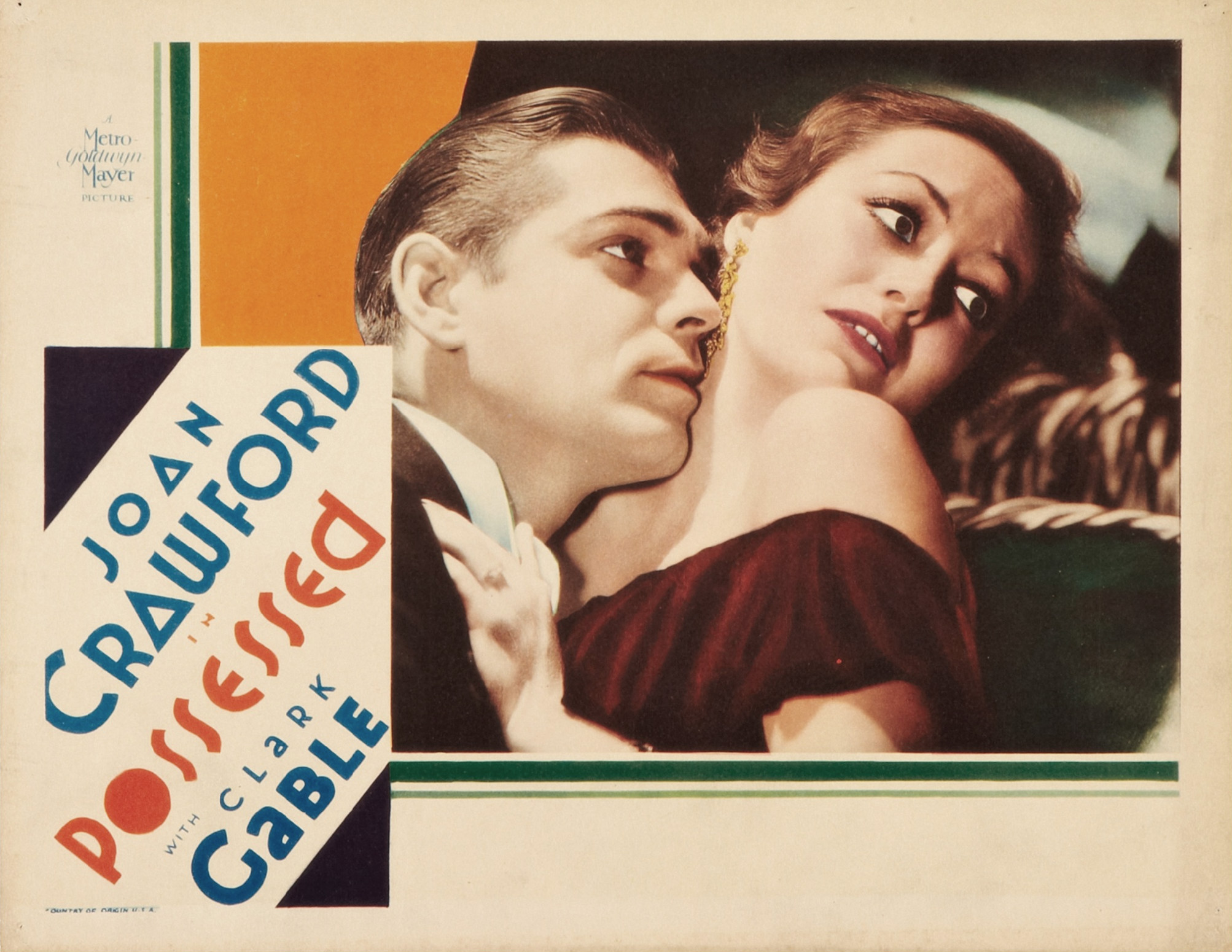
Avec Joan Crawford dans Fascination (1931).

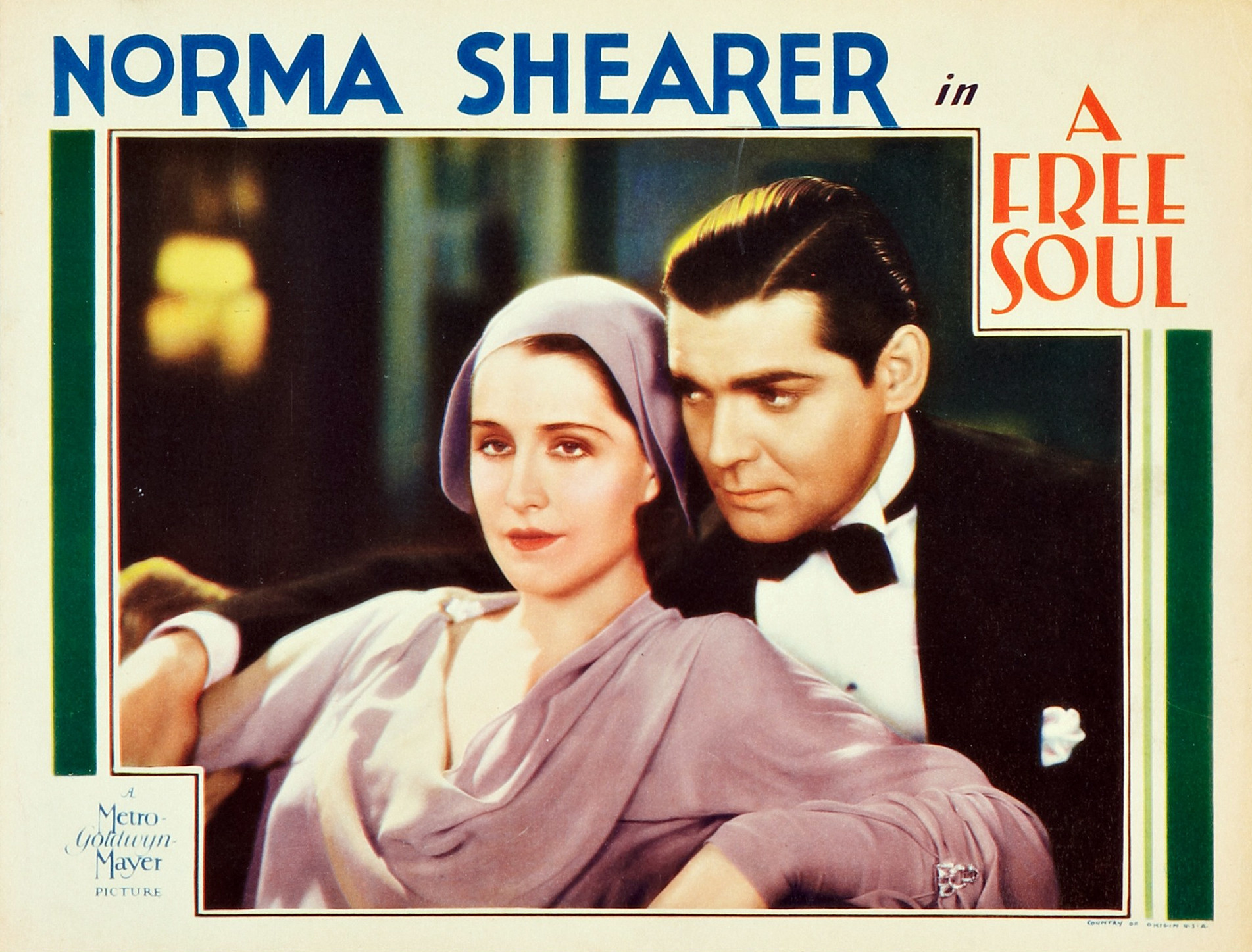
Avec Norma Shearer dans Âmes libres (1931).

En 1930, après son interprétation impressionnante de Killer Mears dans la pièce The Last Mile, Clark Gable se voit proposer un contrat avec la MGM. Pour son premier rôle, il joue un méchant dans The Painted Desert, un western sonore à petit budget de William Boyd. Son apparition et sa voix puissante font sensation et suscitent de nombreux courriers de fans, le studio en prend bonne note[réf. nécessaire].
En 1930, Gable et Josephine Dillon divorcent. Quelques jours après, il épouse une mondaine du Texas, Ria Franklin Prentiss Lucas Langham. Leur mariage sera renouvelé en Californie, sans doute pour des raisons légales entre les deux états[réf. nécessaire].
« Ses oreilles sont trop grandes et il ressemble à un primate », dit de lui Darryl F. Zanuck, patron de la Warner Bros. après l’avoir auditionné pour le rôle principal du film de gangster Le Petit César (1931). Après plusieurs essais ratés pour Barrymore et Zanuck, il signe avec Irving Thalberg et devient un client de l’agent bien placée Minna Wallis, la sœur du producteur Hal Wallis et une amie très proche de Norma Shearer[réf. nécessaire].
Son arrivée à Hollywood coïncide parfaitement avec la volonté de la MGM d’élargir son écurie de stars masculines. Il multiplie les seconds rôles, souvent dans la peau du méchant. Howard Strickland, manager publicitaire à la MGM, développe son image d’homme viril et sa personnalité de « bûcheron en habits de soirées ». Pour stimuler sa popularité grandissante, la MGM l’associe à des stars établies. Joan Crawford le réclame pour La Pente (1931). Il élargit son public avec Âmes libres (1931), dans lequel il joue un gangster face à Norma Shearer. The Hollywood Reporter écrit à son sujet : « Une star en devenir vient d’apparaître, une de celles, à notre avis, qui surpasseront toutes les autres…. Jamais n’avons-nous assisté à un tel enthousiasme du public que quand Clark Gable marche à l’image ».
Il enchaîne avec La Courtisane (1931) avec Greta Garbo, et Fascination (Possessed, 1931), dans lequel Joan Crawford (alors mariée à Douglas Fairbanks Jr.) et lui brûlent l’écran d’une passion qu’ils partageront dans la vie réelle durant des décennies. Adela Rogers St. Johns qualifiera leur relation de « la liaison qui faillit détruire Hollywood ». Louis B. Mayer menacera de mettre un terme à leurs contrats, ce qui les éloignera un temps, Gable se tournant alors vers Marion Davies. À l’opposé, Gable et Garbo ne se sont pas appréciés. Elle considère qu'il est un acteur inexpressif quand lui la voit comme une snob[réf. nécessaire].

### Vers le statut destar

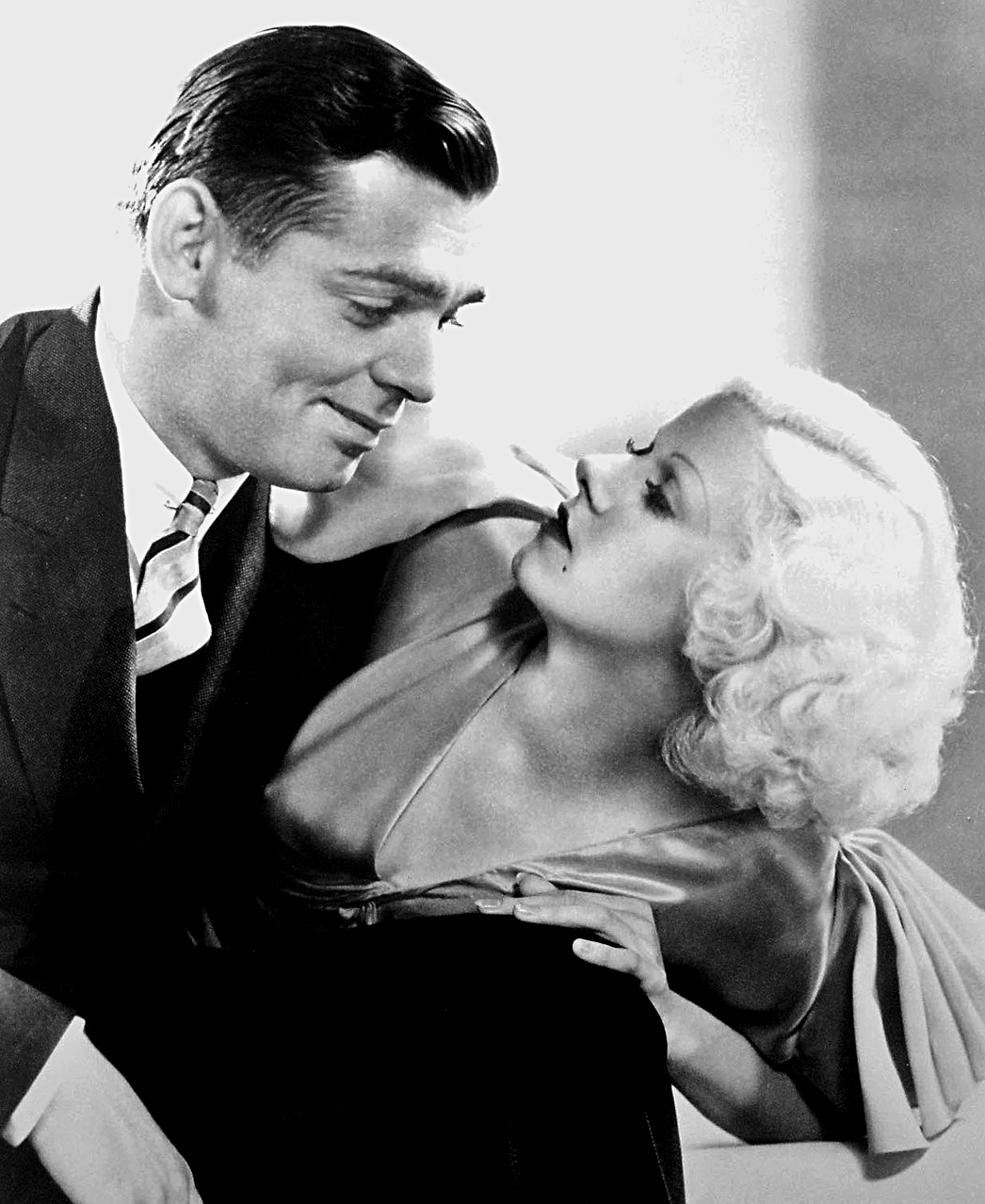
Clark Gable et Jean Harlow dans le film Dans tes bras (1933).

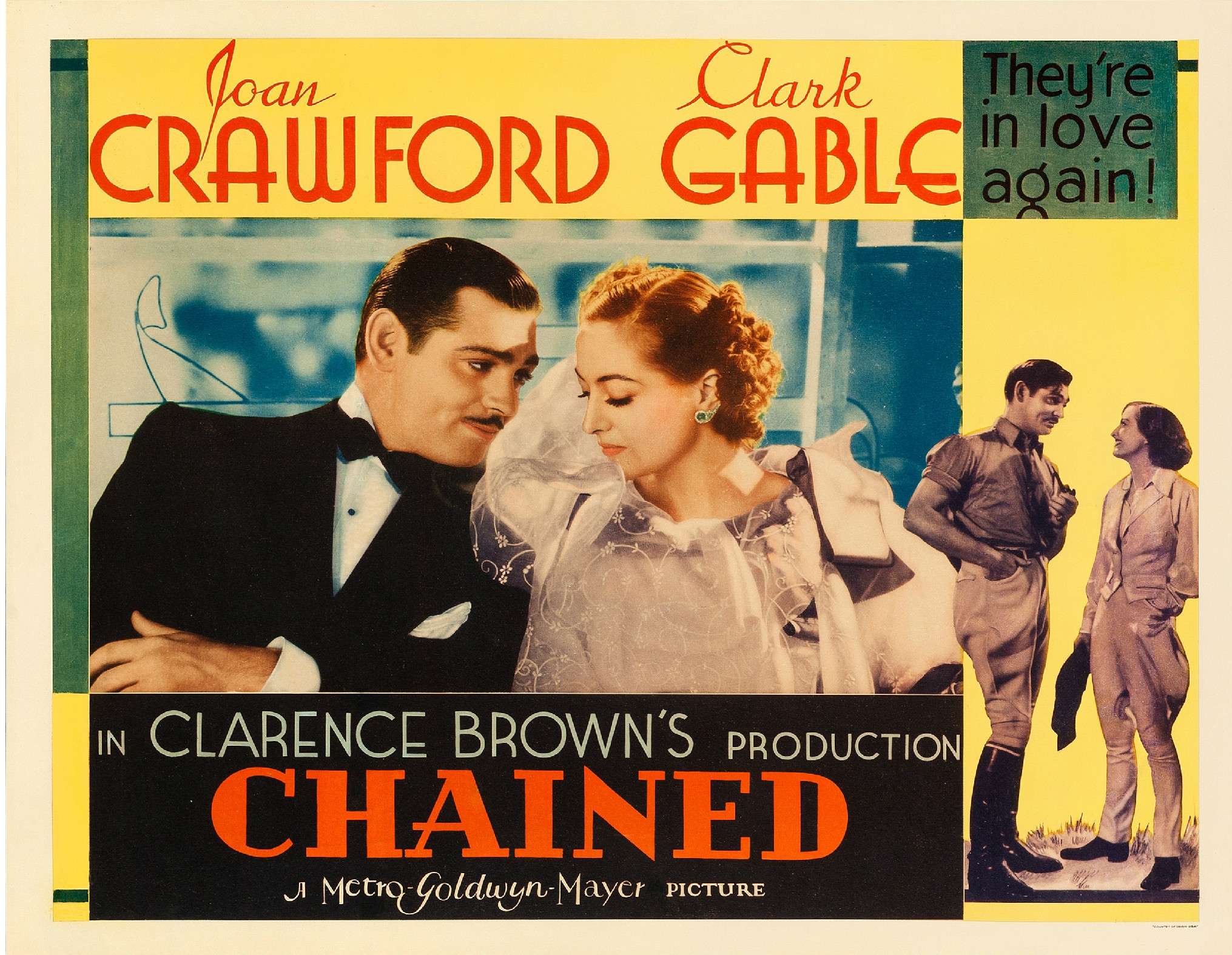
avec Joan Crawford dans La Passagère (1934).

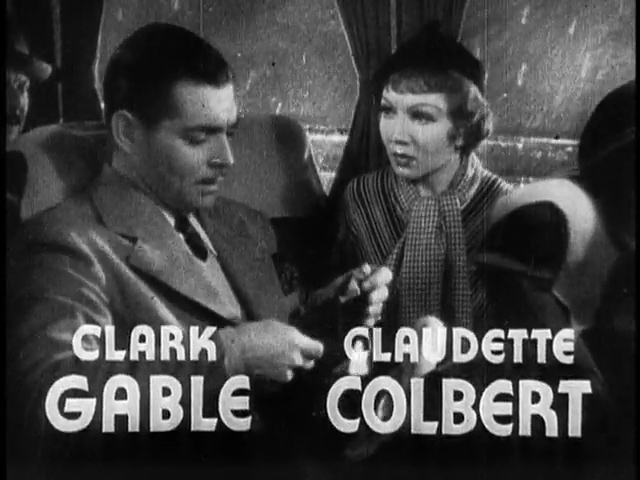
Avec Claudette Colbert dans New York-Miami (1934).

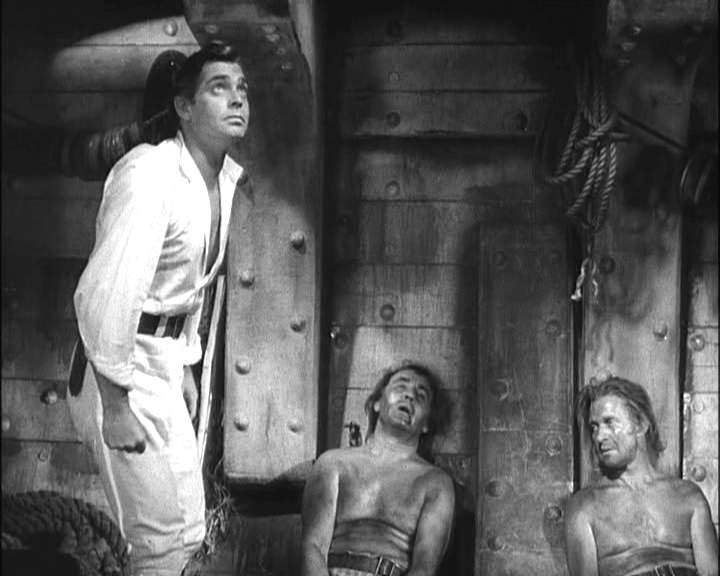
Dans Les Révoltés du Bounty (1935).

Clark Gable est envisagé dans le rôle de Tarzan mais perd face au meilleur physique de Johnny Weissmuller, auréolé de ses prouesses de nageur. Le Gable mal rasé étreignant une Jean Harlow sans sous-vêtement dans La Belle de Saïgon (1932) fait de lui la plus grande star de la MGM.
Après le succès de Dans tes bras (1933), la MGM veut profiter de la mine d’or de leur association et les fait jouer dans deux autres films, La Malle de Singapour (1935) et Sa femme et sa secrétaire (1936). Aussi populaires à l’écran qu’en dehors, Gable et Jean Harlow seront à l’affiche de six films ensemble, dont les plus remarquables restent La Belle de Saïgon (1932) et Saratoga (1937). Mais l’actrice meurt d’une insuffisance rénale pendant la production de Saratoga. Quasiment achevé, le tournage se termine avec des doublures et des plans larges ; l’acteur dira qu’il se sentait « dans les bras d’un fantôme ».
D’après la légende, l’acteur est prêté à la Columbia Pictures, en punition de ses refus de rôles ; mais cela a été réfuté par les récentes biographies. MGM n’avait alors pas de projet pour lui et le payait, par contrat, 2 000 $ la semaine (36 500 $ de 2017), à ne rien faire. Le salaire moyen aux États-Unis, par semaine, était de 30 $ en 1934. Le patron du studio Louis B. Mayer le loua donc à la Columbia pour 2 500 $ la semaine (45 500 $ de 2017), faisant ainsi 500 $ de bénéfice chaque semaine[source insuffisante].
Il n’était pas le premier choix pour jouer le rôle de Peter Warne dans New York-Miami qui avait d’abord été proposé à Robert Montgomery, déclinant ce scénario trop médiocre à ses yeux. Le tournage commença dans une certaine tension[source insuffisante], mais Gable et Frank Capra ont aimé faire ce film[réf. nécessaire].
Une autre légende, tenace, lui attribue une influence sur la mode masculine, grâce à une scène de ce film. Alors qu’il se prépare à aller au lit, il enlève sa chemise en dévoilant son torse nu. À travers le pays, les ventes de sous-vêtements masculins auraient alors fortement baissé à la suite de ce film.
L’acteur remporte l’Oscar du meilleur acteur en 1934 pour ce rôle. Il retrouve la MGM avec un statut de plus grande star que jamais.
Dans ses mémoires inédits, l’animateur Friz Freleng le cite parmi ses films préférés. Cela lui aurait inspiré le personnage de cartoon Bugs Bunny. Quatre raisons entérinent cette supposition : la personnalité d’un personnage mineur, Oscar Shapely et sa façon d’interpeller le personnage de Gable par un « Doc », le héros imaginaire nommé « Bugs Dooley » que le personnage de Gable utilise pour effrayer Shapely, et surtout la scène dans laquelle il mange des carottes tout en parlant la bouche pleine, comme le fait Bugs.
Il sera à nouveau nommé à l’Oscar l’année suivante pour son portrait de Fletcher Christian dans Les Révoltés du Bounty. Il déclarera qu’il s’agit de son film préféré, même s’il ne s’entendit pas vraiment avec ses partenaires Charles Laughton et Franchot Tone[réf. nécessaire].
Dans les années suivantes, il enchaîne les films populaires à grand succès et acquiert le titre indisputé de « King of Hollywood » en 1938. Le titre de « King » vient à l’origine de Spencer Tracy, qui l’employa dans une visée ironique mais bientôt Ed Sullivan fit un sondage dans son journal où plus de 20 millions de fans désignèrent Gable comme le « King » et Myrna Loy « Queen » d’Hollywood. Même si les honneurs ont certainement favorisé sa carrière, l’acteur se montre lassé de tout ce bruit, « Ce truc de « King » est complètement bidon… Je suis juste un gars chanceux de l’Ohio, arrivé au bon endroit au bon moment ». Des années 1930 au début des années 1940, il est sans conteste la plus grande star du cinéma[réf. nécessaire].

### Autant en emporte le vent

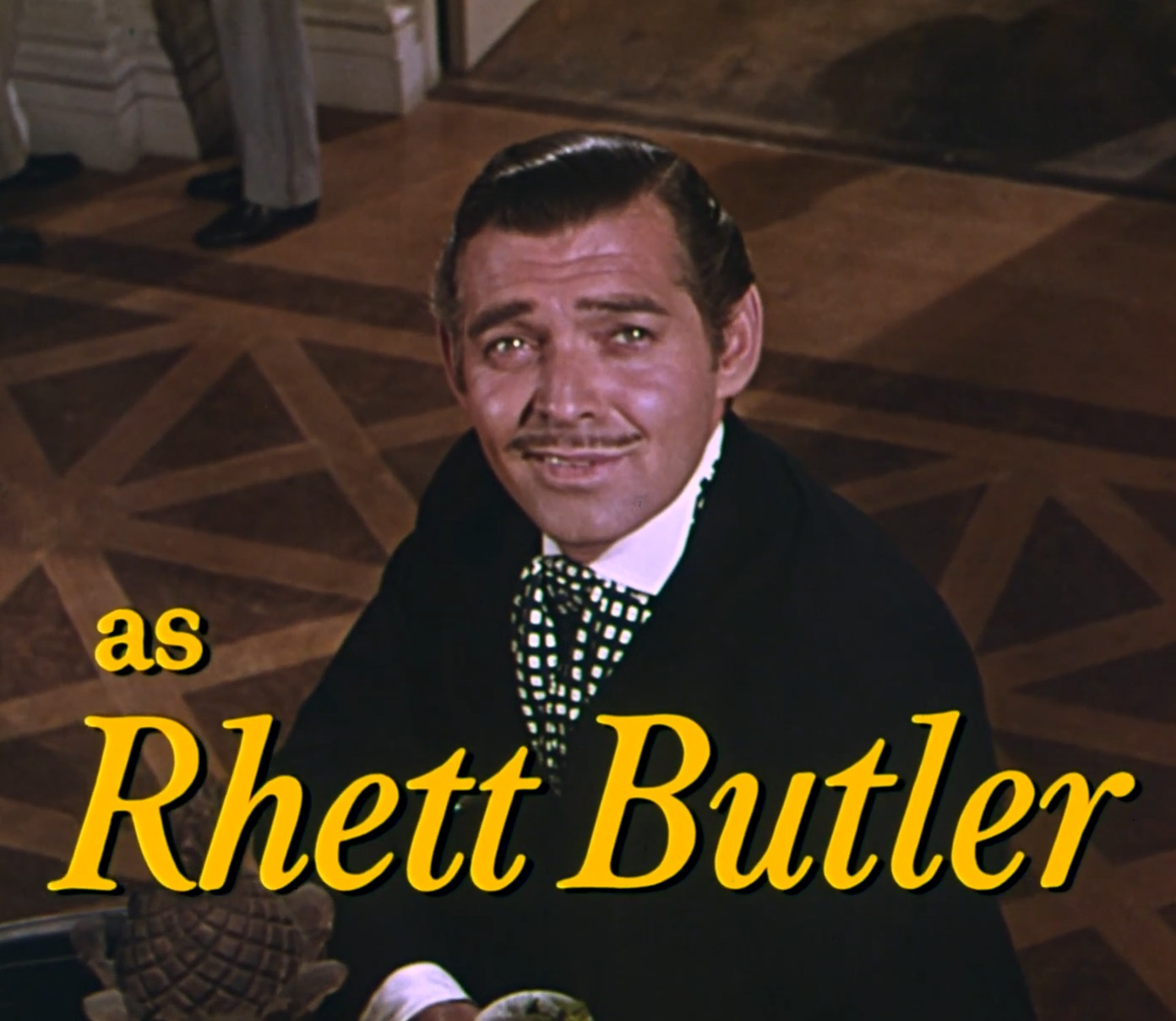
Clark Gable dans Autant en emporte le vent (1939).

Malgré sa réticence initiale à jouer dans le film, Clark Gable est surtout connu pour son rôle de Rhett Butler dans Autant en emporte le vent en 1939, qui lui valut une nouvelle nomination à l’Oscar du meilleur acteur. Carole Lombard fut sans doute la première à lui suggérer de jouer Rhett (et elle Scarlett) lorsqu’elle lui offrit le livre qu’il refusa de lire.
Aux yeux du public et du producteur David O. Selznick, Gable est rapidement le favori pour interpréter ce rôle. Comme Selznick n’a pas d’acteurs sous contrat à long terme, il doit négocier l’emprunt d’un acteur lié à un autre studio. Gary Cooper était son tout premier choix mais celui-ci refusa le rôle, et déclara même : « Autant en emporte le vent sera le plus grand flop de l’histoire d’Hollywood. Je suis bien content que ce soit Clark Gable qui s’y cassera le nez, et pas moi. » À ce moment, Selznick est déterminé à avoir Gable et trouve finalement le moyen de l’emprunter à la Metro-Goldwyn-Mayer. L’acteur est conscient du risque de décevoir le public, qui avait décidé que personne d’autre ne pouvait jouer le rôle. Il déclarera par la suite : « Je crois que maintenant je sais comment doit réagir une mouche prise dans une toile d’araignée. »

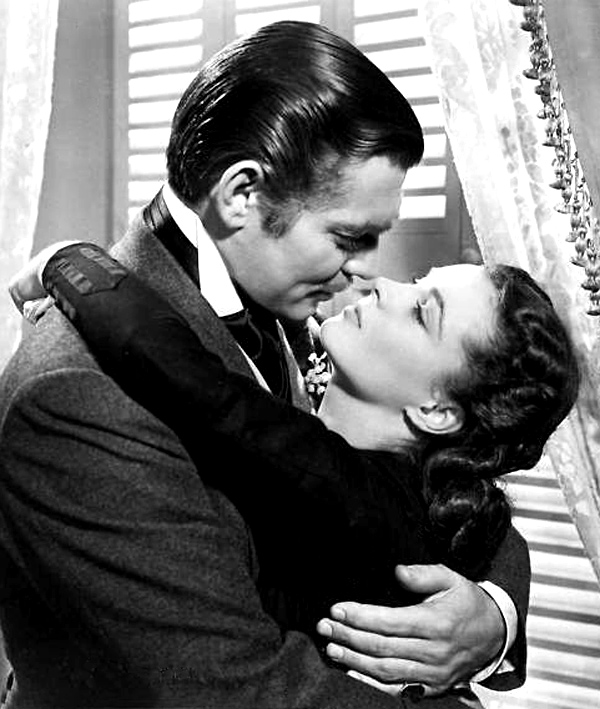
Avec Vivien Leigh dans Autant en emporte le vent.

C’est son premier film en Technicolor. Également présente dans Autant en emporte le vent, dans le rôle de la tante Pittypat, on retrouve Laura Hope Crews, son amie de Portland qui avait persuadé l’acteur de revenir au théâtre[réf. nécessaire].
Le film, outre son intérêt intrinsèque, est notamment célèbre pour la dernière réplique de Rhett Butler face à Scarlett O'Hara (Vivien Leigh) : « Frankly, my dear, I don’t give a damn » (« Franchement, ma chère, c'est le cadet de mes soucis »).
Sur le tournage, Gable s’entend très bien avec l’actrice afro-américaine Hattie McDaniel, et lui glisse même un verre rempli d’alcool pendant la scène où ils célèbrent la naissance de la fille de Rhett et Scarlett. Lorsqu’elle n’est pas conviée à la première du film à Atlanta, l’acteur souhaite boycotter l’événement et n’acceptera d’y aller qu’après qu’elle l’a persuadé de s’y rendre malgré tout. Ils resteront très amis et il sera présent aux soirées qu’elle organisera, surtout pour les levées de fonds en soutien à la Seconde Guerre mondiale[réf. nécessaire].

Lors de la séquence après la fausse couche de Scarlett, l'acteur ne voulait pas de larmes. L'actrice Olivia de Havilland, qui réussit à le faire pleurer, commentera plus tard : 

« Oh, il ne voulait pas le faire. Pas du tout ! Victor [Fleming] tenta tout avec lui. Il essaya même de l’attaquer sur le terrain professionnel. Nous l’avons tourné sans ses pleurs plusieurs fois et pour la dernière prise, je lui ai dit : "Vous pouvez le faire, je sais que vous le pouvez et vous serez merveilleux…" Eh bien, dieu soit loué, juste avant le démarrage des caméras, vous pouviez voir les larmes sortir de ses yeux et il joua la scène de façon incroyable. Il y mit tout son cœur. »

Des années plus tard, Gable affirmera que lorsque sa carrière bat de l’aile, il suffit de re-sortir Autant en emporte le vent pour ranimer la flamme. De fait, il restera une star majeure jusqu’à la fin de sa vie. Il est aussi l’un des rares acteurs à jouer le rôle principal dans trois films qui ont remporté l’Oscar du meilleur film : New-York-Miami en 1935, Les révoltés du Bounty en 1936 et Autant en emporte le vent en 1940.
Autant en emporte le vent est ressorti dans les salles en 1947, 1954, 1961, 1967 (dans une version écran large), 1971, 1989, et 1998[réf. nécessaire].

### Pendant la Seconde Guerre mondiale

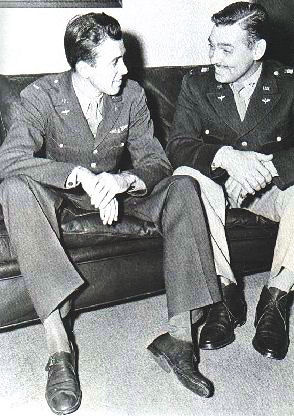
Le lieutenant colonel James Stewart et le major Clark Gable sur la base aérienne RAF Polebrook en 1943.

En 1942, à la suite du drame où il perd sa troisième épouse, l'actrice Carole Lombard, Clark Gable rejoint l’armée de l’air, les US Army Air Forces. Avant sa mort, Carole Lombard lui avait suggéré de participer à l’effort de guerre, mais la MGM était réticente à le laisser partir. Mais, à présent seul, il rend publique l’offre du général Henry Harley Arnold d’une « affectation spéciale » dans les forces armées aériennes.
Malgré son intention antérieure de joindre l’école d’élève-officier, il s’enrôle le 12 août 1942 afin de servir comme mitrailleur dans un équipage de l’armée de l’air. La MGM fait en sorte que son ami de studio, le directeur de la photographie Andrew McIntyre, s’enrôle avec lui pour l’accompagner lors de l’entraînement.
Peu après leur enrôlement, McIntyre et lui sont envoyés à Miami Beach, où ils seront en formation du 17 août 1942 au 28 octobre 1942, sortant avec le grade de sous-lieutenant. Sa promotion de 2 600 élèves-officiers (dont il est classé 700e) le désigne comme remettant de diplôme, avant que le général Arnold leur présente leurs brevets.
Celui-ci informe alors l’acteur de son affectation spéciale, il va partir tourner un film en combat avec la 8th Air Force destiné à promouvoir l’armée pour recruter des mitrailleurs. Gable et McIntyre sont immédiatement envoyés à l’école Flexible Gunnery dans la base de Tyndall Field, en Floride, puis ils suivent un cours de photographie au Fort George Wright, de Washington, dont ils ressortent promus au rang de lieutenants.

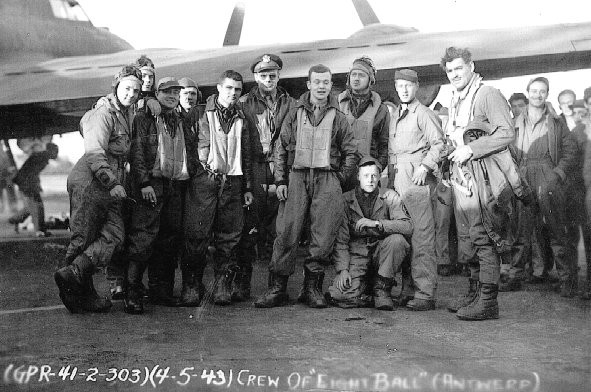
Clark Gable (à dr.) en compagnie d'autres aviateurs de l'US Air Force, en 1943.

Le 27 janvier 1943, il se rend sur la base texane de la Biggs Air Force, pour s’entraîner et accompagner le 351e Bomb Group pour l’Angleterre à la tête d’un groupe de six hommes de l’unité cinématographique. En plus de McIntyre, il recrute le scénariste John Lee Mahin, les cadreurs Sergents Mario Toti et Robert Boles, ainsi que le preneur de son Lieutenant Howard Voss pour compléter son équipe. Gable est promu capitaine alors qu’il se trouve avec la 351e à la base de Pueblo, dans le Colorado, pour justifier son rang de chef d’équipe (McIntyre et lui avait la même ancienneté).

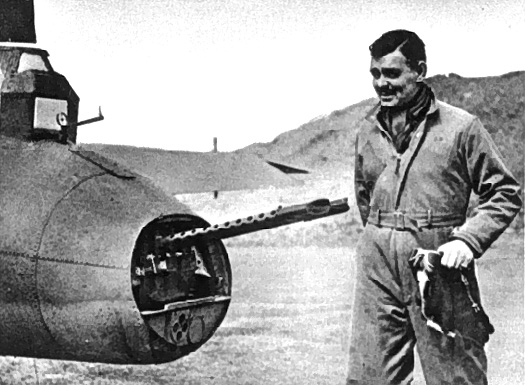
Clark Gable à côté d'un AF B-17 en Angleterre, en 1943.

Il restera longtemps affecté au Royaume-Uni au camp de base de Polebrook dans le Northamptonshire avec la 351e. Il y effectue cinq missions de combat, dont l’une en Allemagne, en mitrailleur-observateur dans des B-17 Flying Fortress entre le 4 mai et le 23 septembre 1943, jour du bombardement de Nantes, qui lui valent la Médaille de l’Air (Air Medal) et la Distinguished Flying Cross. Au cours d’une des missions, son avion est touché, perdant l’un de ses moteurs. Dans son raid au-dessus de l'Allemagne, l’un des hommes est tué et deux autres sont blessés ; une balle traverse la botte de l’acteur en manquant de peu sa tête. Lorsque cette nouvelle parvint aux oreilles des patrons de la MGM, ils demandent aussitôt à l’Armée de l’Air de réaffecter leur protégé de grande valeur à des tâches sans risque. En novembre 1943, il rentre aux États-Unis pour faire le montage du film, pour découvrir que le manque de mitrailleurs a été déjà réglé. Il est toutefois autorisé à terminer son film, en rejoignant la First Motion Picture Unit à Hollywood.
Il apparait en 1943 dans le documentaire de propagande Wings Up (en) produit par la First Motion Picture Unit (en) de l'US Air Force, qui met en valeur le rôle de l'United States Army Air Forces Officer Candidate School, en tant que narrateur de l'histoire et à la fin du film, où on le voit saluer les spectateurs.
En mai 1944, il est promu major. Il espère encore repartir au front, mais après le Jour-J et un mois de juin sans affectation, il requiert une démobilisation qui lui est accordée. Il termine le montage de Combat America en septembre 1944, en écrivant lui-même la narration.
Adolf Hitler plaçait Clark Gable au-dessus des autres acteurs ; pendant la guerre, il offrit ainsi une récompense à quiconque capturerait et lui ramènerait l’acteur sain et sauf.

### Retour de guerre
Dès la fin de son affectation, Clark Gable retourne se reposer dans son ranch. Il reprend une relation d’avant-guerre avec Virginia Grey et s’affiche avec d’autres starlettes. Il fait rentrer son caddie de golf, Robert Wagner, à la MGM. Le premier film pour son retour à l’écran est L’Aventure, avec le recrutement malheureux de Greer Garson. C’est un échec tant critique que commercial, avec l’accroche devenue célèbre « Gable’s back and Garson’s got him ». Après ce film, sa carrière de plus grande star d’Hollywood prend brutalement fin.
Après le troisième divorce de Joan Crawford, ils reprennent leur relation et vivent ensemble une courte période.
Gable est acclamé pour son rôle dans Marchands d’illusions (1947), une satire de l’immoralité et de la corruption de Madison Avenue dans l’après-guerre. Il sort ensuite publiquement et brièvement avec Paulette Goddard. En 1949, il épouse Sylvia Ashley, une divorcée anglaise et veuve de Douglas Fairbanks. Leur relation est profondément marquée par l’échec ; ils divorcent en 1952.

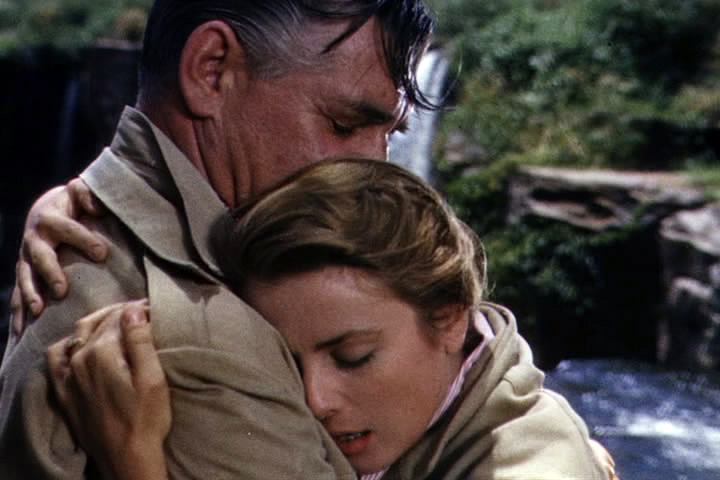
Avec Grace Kelly dans Mogambo (1953).

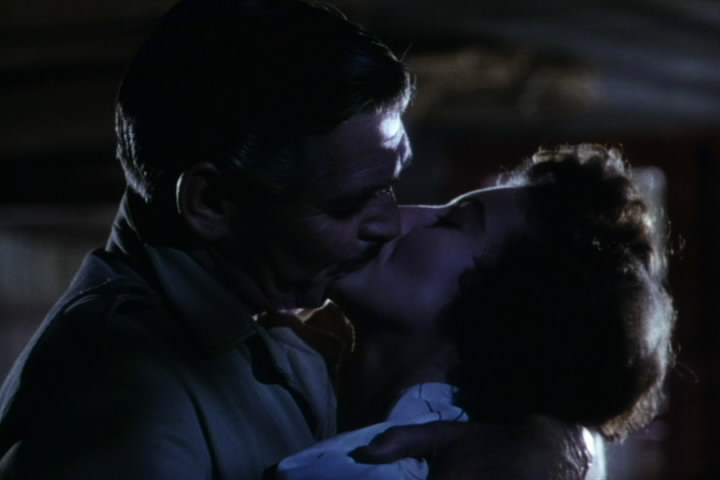
Avec Ava Gardner également dans Mogambo.

En 1953, il tourne Ne me quitte jamais face à Gene Tierney, une actrice qu’il apprécie et qu’il est déçu de ne pas retrouver dans Mogambo (remplacée par Grace Kelly pour cause de troubles mentaux). Mogambo (1953), réalisé par John Ford, est le remake en Technicolor de La Belle de Saïgon, qui s’avère un plus grand succès. La liaison entre Gable et Grace Kelly sur place s’achève avec fracas à la fin du tournage.
Dépité par la médiocrité des scénarios que lui propose la MGM, la star en déclin reçoit un salaire excessif aux yeux des cadres du studio. Son patron, Louis B. Mayer, avait été renvoyé en 1951 dans un Hollywood en déclin face à la popularité croissante de la télévision. Les dirigeants des studios luttent pour limiter les coûts, de nombreuses vedettes de la MGM sont remerciées, dont Greer Garson et Judy Garland.

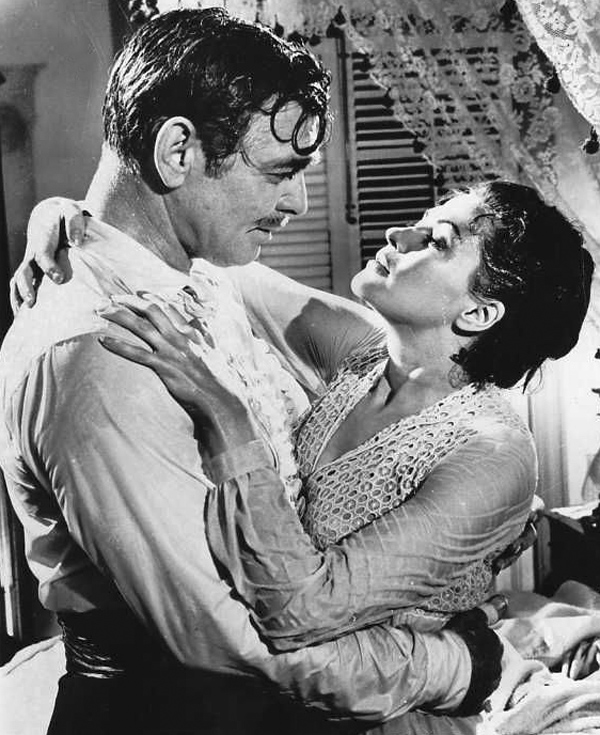
Avec Yvonne De Carlo dans L'Esclave libre (1957).

En 1953, il refuse de renouveler son contrat et commence à travailler en indépendant. Il tourne ainsi Le Rendez-vous de Hong Kong et Les Implacables, qui seront rentables mais d’un succès modeste. En 1955, il se marie avec sa cinquième épouse, Kay Spreckels (née Kathleen Williams), une ancienne top-model déjà mariée trois fois. Cette dernière sera la mère de son fils posthume, et son unique enfant légitime, né en 1961.
En 1955, il fonde une compagnie de production avec Jane Russell et son mari Bob Waterfield, pour produire Le Roi et Quatre Reines. Mais les deux casquettes d’acteur-producteur lui semblent un trop lourd fardeau pour sa santé et il commence à trembler, particulièrement lors des longues prises. Son projet suivant, L'Esclave libre, avec les nouveaux venus Sidney Poitier et Yvonne De Carlo, est un naufrage. D’après Newsweek, « Voici un film si mauvais, qu’il faut le voir pour ne pas le croire ».

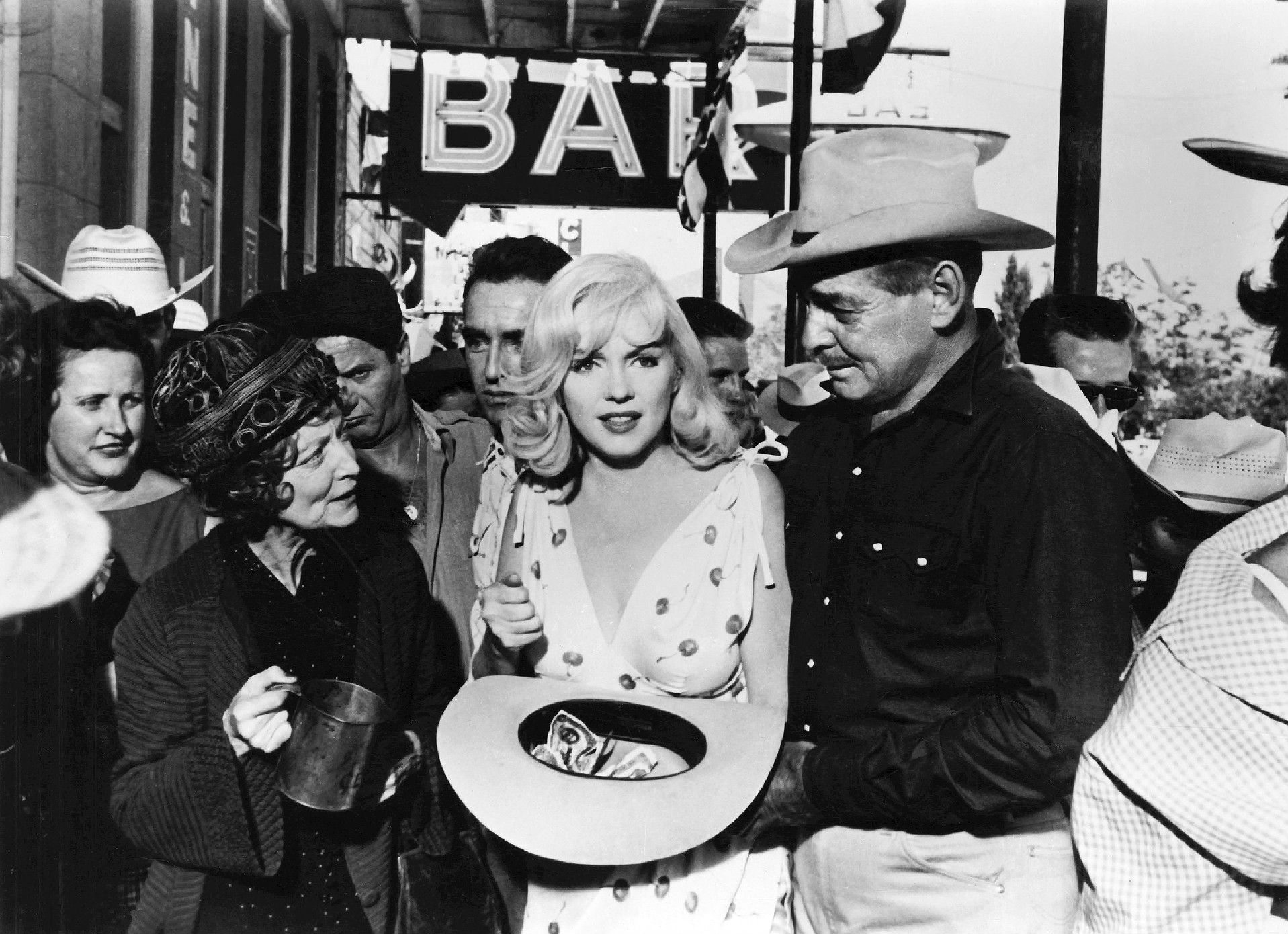
Avec Marilyn Monroe dans Les Désaxés (1961).

Il fait ensuite équipe avec Doris Day dans Le Chouchou du professeur, tourné en noir et blanc pour masquer son surpoids et son visage vieillissant. Le résultat est assez bon pour qu’il se voie proposer d’autres offres, dont L’Odyssée du sous-marin Nerka, avec Burt Lancaster, où il joue sa mort pour la première fois depuis 1937, et qui reçoit de bonnes critiques.
Il reçoit des propositions de la télévision qu’il refuse malgré la réussite de certains de ses pairs, comme Loretta Young, dans le nouveau médium. À 57 ans, Gable le reconnaît enfin, « Il est temps pour moi de jouer mon âge ». Ses deux films suivants sont des comédies légères pour la Paramount Pictures : La Vie à belles dents avec Carroll Baker et C’est arrivé à Naples avec Sophia Loren (son dernier film en couleur) ; deux flops commerciaux mal reçus par la critique.
La dernière apparition cinématographique de Gable date de 1960 dans Les Désaxés, écrit par Arthur Miller, et avec Marilyn Monroe, pour qui ce film sera également le dernier. Les critiques louèrent la performance de l’acteur, son meilleur rôle pour beaucoup, ce qu’il reconnut après avoir visionné le film.

## Vie privée

### Mariages successifs

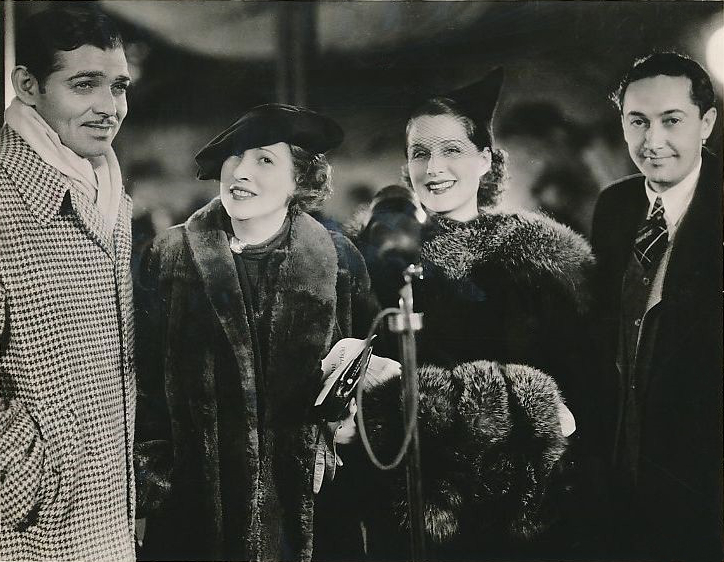
Clark Gable en 1935 avec sa seconde épouse Maria Langham, accompagnés de Norma Shearer et d'Irving Thalberg à la première de David Copperfield.

Clark Gable a été marié successivement avec :
- Josephine Dillon (1884-1971) : mariés de 1924 à 1930 (divorcés) ;
- Maria Franklin Langham (1884-1966) : mariés de 1931 à 1939 (divorcés) ;
- Carole Lombard (1908-1942) : mariés de 1939 à 1942 (à la mort de l'actrice) ;
- Sylvia Ashley (en) (1904-1977) : mariés de 1949 à 1952 (divorcés) ;
- Kay Williams (en) (1916-1983) : mariés de 1955 à 1960 (à la mort de l'acteur)[37].

### Mariage avec Carole Lombard
Le mariage de Clark Gable en 1939 avec sa troisième femme, l’actrice à succès Carole Lombard, est l’épisode le plus heureux de sa vie privée. Comme actrice indépendante, elle perçoit un revenu annuel supérieur au salaire studio de l’acteur, jusqu’à ce que Autant en emporte le vent leur apporte la parité.

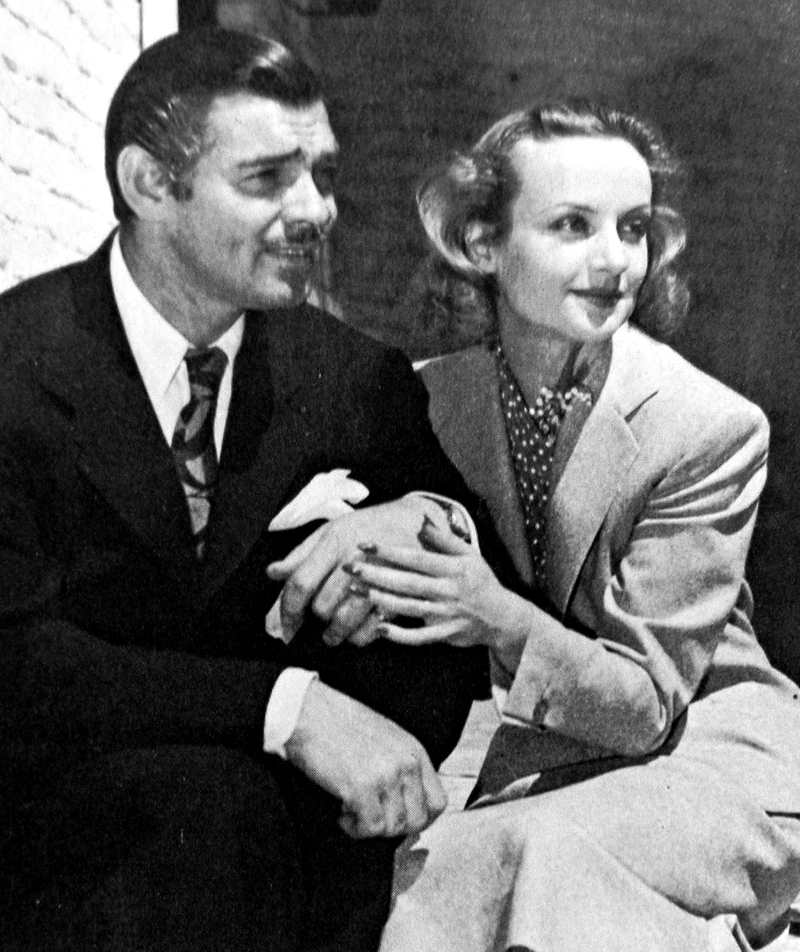
Clark Gable et sa troisième épouse, l'actrice Carole Lombard, en 1939.

Grâce à leur union, l'actrice acquiert une nouvelle stabilité personnelle ; Gable, lui, se bonifie au contact de sa personnalité pleine de fraîcheur, de charme et de franchise. Elle part chasser et pêcher avec lui et ses amis, et lui devient plus sociable. La plupart du temps, elle tolère sa frivolité. Il déclara : « Vous pouvez confier à cette petite insouciante votre vie, vos espoirs ou vos faiblesses et il ne lui viendra même pas l’idée de vous laisser tomber. » Ils achètent un ranch à Encino et, une fois Gable habitué à sa façon franche de s’exprimer, ils se trouvent beaucoup de points communs, même si lui est un républicain conservateur et elle une démocrate libérale. Malgré leurs efforts, ils n’auront pas d’enfants.
Le 16 janvier 1942, Carole Lombard, qui vient d’achever son 57e film, To Be or Not to Be, est en tournée pour vendre des bons de guerre (2 millions) Une dernière photo sera prise avec les responsables qui comme elle formeront le V de la victoire ; elle monte à bord d'un DC-3 dans lequel est également montée sa mère : Élizabeth Peters ; après une escale pour ravitaillement, l'avion s’écrase sur une montagne au Sud Ouest de Las Vegas, le Double Up Peak, tuant tous les passagers dont Otto Winkler de la MGM (leur témoin de mariage). En apprenant la nouvelle, Clark Gable s’envole avec son ami Spencer Tracy pour le site ; ils cesseront leurs recherches lorsque les colonnes de secours extrairont de la neige les débris de l'appareil et les corps carbonisés.

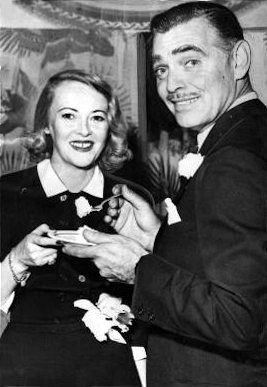
Avec sa quatrième épouse, Sylvia Ashley.

Carole Lombard est déclarée la première femme américaine victime de la Seconde Guerre mondiale. Gable reçut une lettre de condoléances de Franklin D. Roosevelt. L’enquête aéronautique conclura à une erreur de pilotage.
Il retourne dans leur maison vide et retravaille un mois plus tard avec Lana Turner pour Somewhere I’ll Find You. Dévasté par la tragédie, il boit beaucoup mais reste professionnel sur le plateau. On le voit s’effondrer pour la première fois en public lorsque la lettre de volontés funèbres de Lombard lui est confiée. Pendant quelque temps, Joan Crawford reste à ses côtés pour lui offrir son soutien et son amitié. Gable passera le reste de sa vie dans leur maison d’Encino, tournera 27 autres films et se remariera à deux reprises, à des femmes ressemblant étrangement à Carole Lombard.
« Mais il ne fut plus jamais le même », dit Esther Williams, « son cœur était touché ».

### Politique
Clark Gable fut un républicain conservateur toute sa vie, même si Carole Lombard, démocrate, le poussa à soutenir le New Deal.
Après la Seconde Guerre mondiale, il devient membre fondateur de la très conservatrice Motion Picture Alliance for the Preservation of American Ideals, aux côtés de Ronald Reagan, John Wayne, Gary Cooper et d’autres cinéastes et acteurs. Il se rallia pour soutenir la campagne de Dwight D. Eisenhower en 1952 et vota par correspondance pour Richard Nixon quelques jours avant sa mort en 1960.

### Amitié avec Spencer Tracy
L'acteur Spencer Tracy faisait partie des meilleurs amis de Clark Gable. Ils étaient aussi connus pour leur aura auprès de la gent féminine. Ils jouèrent ensemble dans trois films. Sur les deux premiers, Clark Gable gagnait le cœur de ses partenaires féminines à l'inverse de Spencer Tracy.

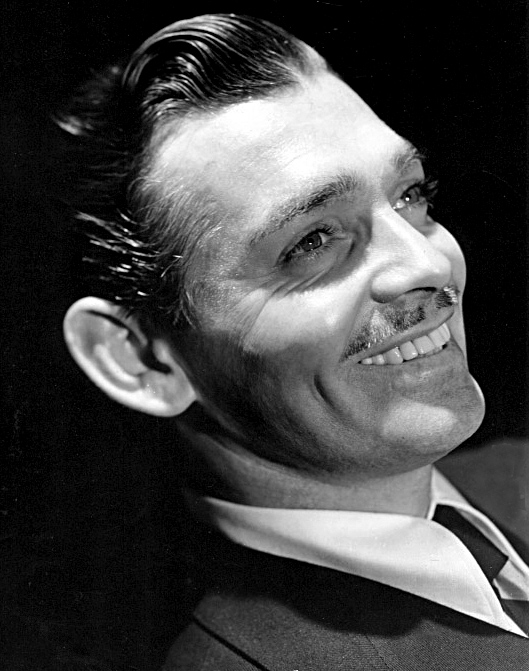
Clark Gable en 1938.

Lorsque les deux hommes se retrouveront, en 1938, avec Myrna Loy dans Pilote d'essai (Test Pilot), une certaine rivalité s'installera. Gable gardera un sentiment d'échec en ce qui concerne l'actrice qui avait toujours repoussé ses avances depuis un soir de 1933, où il s'était montré trop insistant. Une frustration pour lui, alors que Spencer Tracy avait réussi à coucher avec Myrna Loy, durant le tournage de ses deux derniers films avec elle.
Clark Gable en profita pour le maudire : « Meurs Spence ! Je te souhaite de mourir et de connaître le Christ ». Malgré son pouvoir de séduction, il ne put qu'enrager alors que Spencer Tracy se vantait auprès de son ami Garson Kanin qu'il était parvenu à reprendre Myrna Loy dans ses bras et qu'il poursuivait ses étreintes amoureuses avec elle en dehors du tournage,,. Préférant garder des liens amicaux avec Clark Gable, qui s'inclina bien que frustré, Myrna Loy vécut clandestinement son amour pour Spencer Tracy et tenta en vain d'être sa compagne ,,,.

### Enfants
Clark Gable est le père d'une fille, Judy Lewis (en),, issue de sa liaison avec l’actrice Loretta Young qui commença sur le plateau du film L’Appel de la forêt en 1934. Loretta Young prit alors de longues vacances en Europe pour cacher sa grossesse. Au bout de quelques mois, elle revint en Californie pour accoucher de leur enfant à Venice. Dix-neuf mois après la naissance, Loretta déclara avoir adopté Judy. Ce stratagème devint de plus en plus difficile à croire, à mesure de la ressemblance grandissante de l’enfant avec sa mère et aussi avec Clark Gable.
D’après Judy Lewis, Gable lui rendit visite une fois mais sans lui dire qu’il était son père. Même si ses parents ne l’ont jamais informée de sa véritable origine, le fait était si largement établi qu’elle fut choquée de l’apprendre de la part des autres enfants de son école. Loretta Young ne reconnut jamais publiquement cette filiation. Elle accorda cependant la divulgation de cette information à son biographe, à condition que son ouvrage paraisse après sa mort. En 2014, Linda Lewis, la belle-fille de Judy Lewis, révéla que celle-ci avait été conçue à la suite d'un viol de Loretta Young par l'acteur.
Le 20 mars 1961, Kay Gable donne naissance à John Clark Gable, quatre mois après la mort de l'acteur.

### Mort
Après avoir combattu ses problèmes d'alcool et de tabac, Clark Gable meurt le 16 novembre 1960 d’une crise cardiaque à Los Angeles, à l’âge de 59 ans. L'annonce de sa mort provoqua une grande émotion dans le monde entier. Il est enterré au Forest Lawn Memorial Park à Glendale en Californie, près de son ancienne épouse Carole Lombard.
Doris Day résuma ainsi la personnalité unique de l’acteur : « Il était aussi masculin que n'importe quel homme que j'ai connu, et aussi petit garçon qu'un homme adulte peut l'être – c'est cette combinaison qui avait un effet dévastateur sur les femmes. »

## Filmographie
| Cinéma      | Cinéma                        | Cinéma                          | Cinéma                                                           | Cinéma                                            |
| Années      | Titres français               | Titres originaux                | Réalisateurs                                                     | Rôles                                             |
| Années 1920 | Années 1920                   | Années 1920                     | Années 1920                                                      | Années 1920                                       |
| ----------- | ----------------------------- | ------------------------------- | ---------------------------------------------------------------- | ------------------------------------------------- |
| 1924        | La Folie d'une femme          | White Man                       | Louis J. Gasnier                                                 | le frère de Lady Andrea                           |
| 1924        | Paradis défendu               | Forbidden Paradise              | Ernst Lubitsch                                                   | un soldat de la garde de la Tsarine (non crédité) |
| 1925        | The Pacemakers                | The Pacemakers                  | Wesley Ruggles                                                   | figurant                                          |
| 1925        | Déclassé                      | Déclassé                        | Robert G. Vignola                                                | figurant                                          |
| 1925        | The Merry Kiddo               | The Merry Kiddo                 | Wesley Ruggles                                                   | figurant                                          |
| 1925        | What Price Gloria?            |                                 | Wesley Ruggles                                                   | figurant                                          |
| 1925        | La Veuve joyeuse              | The Merry Widow                 | Erich von Stroheim                                               | figurant du bal                                   |
| 1925        | Quand on a vingt ans          | The Plastic Age                 | Wesley Ruggles                                                   | un athlète                                        |
| 1925        | North Star                    | North Star                      | Paul Powell                                                      | Archie West                                       |
| 1925        | Ben-Hur                       | Ben-Hur: A Tale of The Christ   | Fred Niblo                                                       | figurant                                          |
| 1926        | La Chevauchée de la mort      | The Johnstown Flood             | Irving Cummings                                                  | figurant                                          |
| 1926        | One Minute to Play            | One Minute to Play              | Sam Wood                                                         | figurant                                          |
| Années 1930 |                               |                                 |                                                                  |                                                   |
| 1930        | Du Barry, Woman of Passion    | Du Barry, Woman of Passion      | Sam Taylor                                                       | figurant                                          |
| 1931        | Le Désert rouge               | The Painted Desert              | Howard Higgin                                                    | Rance Brett                                       |
| 1931        | The Front Page                | The Front Page                  | Lewis Milestone                                                  | journaliste avec un chapeau dans la prison        |
| 1931        | Quand on est belle            | The Easiest Way                 | Jack Conway                                                      | Nick Feliki, blanchisseur                         |
| 1931        | La Pente                      | Dance, Fools, Dance             | Harry Beaumont                                                   | Jake Luva                                         |
| 1931        | The Finger Points             | The Finger Points               | John Francis Dillon                                              | Louis J. Blanco                                   |
| 1931        | Tribunal secret               | The Secret Six                  | George W. Hill                                                   | Carl Luckner                                      |
| 1931        | La Pécheresse                 | Laughing Sinners                | Harry Beaumont                                                   | Carl Loomis                                       |
| 1931        | Âmes libres                   | A Free Soul                     | Clarence Brown                                                   | Ace Wilfong, défenseur du gangster                |
| 1931        | L'Ange blanc                  | Night Nurse                     | William A. Wellman                                               | Nick, le chauffeur                                |
| 1931        | Pur-sang                      | Sporting Blood                  | Charles Brabin                                                   | Warren « Rid » Riddell                            |
| 1931        | La Courtisane                 | Susan Lenox (Her Fall and Rise) | Robert Z. Leonard                                                | Rodney Spencer                                    |
| 1931        | Fascination                   | Possessed                       | Clarence Brown                                                   | Mark Whitney                                      |
| 1931        | Les Titans du ciel            | Hell Divers                     | George W. Hill                                                   | CPO Steve Nelson                                  |
| 1932        | Polly of the Circus           | Polly of the Circus             | Alfred Santell                                                   | Révérend John Hartley                             |
| 1932        | La Belle de Saïgon            | Red Dust                        | Victor Fleming                                                   | Dennis Carson                                     |
| 1932        | Strange Interlude             | Strange Interlude               | Robert Z. Leonard                                                | Dr Ned Darrell                                    |
| 1932        | Un mauvais garçon             | No Man of Her Own               | Wesley Ruggles                                                   | Jerry « Babe » Stewart                            |
| 1933        | La Sœur blanche               | The White Sister                | Victor Fleming                                                   | Giovanni Severi                                   |
| 1933        | Dans tes bras                 | Hold Your Man                   | Sam Wood                                                         | Eddie Hall                                        |
| 1933        | Vol de nuit                   | Night Flight                    | Clarence Brown                                                   | Jules Fabian                                      |
| 1933        | Le Tourbillon de la danse     | Dancing Lady                    | Robert Z. Leonard                                                | Patch Gallagher                                   |
| 1934        | New York-Miami                | It Happened One Night           | Frank Capra                                                      | Peter Warne                                       |
| 1934        | Les Hommes en blanc           | Men in White                    | Richard Boleslawski                                              | Dr George Ferguson                                |
| 1934        | L'Ennemi public n° 1          | Manhattan Melodrama             | W. S. Van Dyke                                                   | Edward J. « Blackie » Gallagher                   |
| 1934        | La Passagère                  | Chained                         | Clarence Brown                                                   | Michael « Mike » Bradley                          |
| 1934        | Souvent femme varie           | Forsaking All Others            | W. S. Van Dyke                                                   | Jeffrey « Jeff »/« Jeffy » Williams               |
| 1935        | Chronique mondaine            | After Office Hours              | Robert Z. Leonard                                                | James « Jim » Branch                              |
| 1935        | L'Appel de la forêt           | The Call of the Wild            | William A. Wellman                                               | Jack Thornton                                     |
| 1935        | La Malle de Singapour         | China Seas                      | Tay Garnett                                                      | Capitaine Alan Gaskell                            |
| 1935        | Les Révoltés du Bounty        | Mutiny on the Bounty            | Frank Lloyd                                                      | Fletcher Christian                                |
| 1936        | Sa femme et sa secrétaire     | Wife vs. Secretary              | Clarence Brown                                                   | Van « V.S. »/« Jake » Stanhope                    |
| 1936        | San Francisco                 | San Francisco                   | W. S. Van Dyke                                                   | Blackie Norton                                    |
| 1936        | Caïn et Mabel                 | Cain and Mabel                  | Lloyd Bacon                                                      | Larry Cain                                        |
| 1936        | Loufoque et Cie               | Love on the Run                 | W. S. Van Dyke                                                   | Michael « Mike » Anthony                          |
| 1937        | La Vie privée du tribun       | Parnell                         | John M. Stahl                                                    | Charles Stewart Parnell                           |
| 1937        | Saratoga                      | Saratoga                        | Jack Conway                                                      | Duke Bradley                                      |
| 1938        | Pilote d'essai                | Test Pilot                      | Victor Fleming                                                   | Jim Lane                                          |
| 1938        | Un envoyé très spécial        | Too Hot to Handle               | Jack Conway                                                      | Christopher « Chris » Hunter                      |
| 1939        | La Ronde des pantins          | Idiot's Delight                 | Clarence Brown                                                   | Harry Van                                         |
| 1939        | Autant en emporte le vent     | Gone with the Wind              | Victor Fleming (ainsi que George Cukor et Sam Wood non crédités) | Rhett Butler                                      |
| Années 1940 |                               |                                 |                                                                  |                                                   |
| 1940        | Le Cargo maudit               | Strange Cargo                   | Frank Borzage                                                    | André Verne                                       |
| 1940        | La Fièvre du pétrole          | Boom Town                       | Jack Conway                                                      | Big John McMasters                                |
| 1940        | Camarade X                    | Comrade X                       | King Vidor                                                       | McKinley B. « Mac » Thompson                      |
| 1941        | L'aventure commence à Bombay  | They Met in Bombay              | Clarence Brown                                                   | Gerald Meldrick                                   |
| 1941        | Franc jeu                     | Honky Tonk                      | Jack Conway                                                      | « Candy » Johnson                                 |
| 1942        | Je te retrouverai             | Somewhere I'll Find You         | Wesley Ruggles                                                   | Jonathon « Jonny » Davis                          |
| 1945        | L'Aventure                    | Adventure                       | Victor Fleming                                                   | Harry Patterson                                   |
| 1947        | Marchands d'illusions         | The Hucksters                   | Jack Conway                                                      | Victor Albee Norman                               |
| 1948        | Le Retour                     | Homecoming                      | Mervyn LeRoy                                                     | Colonel Ulysses Delby « Lee » Johnson             |
| 1948        | Tragique Décision             | Command Decision                | Sam Wood                                                         | Brigadier Général K.C. « Casey » Dennis           |
| 1949        | Faites vos jeux               | Any Number Can Play             | Mervyn LeRoy                                                     | Charley Enley Kyng                                |
| Années 1950 |                               |                                 |                                                                  |                                                   |
| 1950        | La Clé sous la porte          | Key to the City                 | George Sidney                                                    | Steve Fisk                                        |
| 1950        | Pour plaire à sa belle        | To Please a Lady                | Clarence Brown                                                   | Mike Brannan                                      |
| 1951        | Au-delà du Missouri           | Across the Wide Missouri        | William A. Wellman                                               | Flint Mitchell                                    |
| 1951        | Une vedette disparaît         | Calloway Went Thataway          | Melvin Frank et Norman Panama                                    | caméo*                                            |
| 1952        | L'Étoile du destin            | Lone Star                       | Vincent Sherman                                                  | Devereaux Burke                                   |
| 1953        | Ne me quitte jamais           | Never Let Me Go                 | Delmer Daves                                                     | Philip Sutherland                                 |
| 1953        | Mogambo                       | Mogambo                         | John Ford                                                        | Victor Marswell                                   |
| 1954        | Voyage au-delà des vivants    | Betrayed                        | Gottfried Reinhardt                                              | Colonel Pieter Deventer                           |
| 1955        | Le Rendez-vous de Hong Kong   | Soldier of Fortune              | Edward Dmytryk                                                   | Hank Lee                                          |
| 1955        | Les Implacables               | The Tall Men                    | Raoul Walsh                                                      | Colonel Ben Allison                               |
| 1956        | Le Roi et Quatre Reines       | The King and Four Queens        | Raoul Walsh                                                      | Dan Kehoe                                         |
| 1957        | L'Esclave libre               | Band of Angels                  | Raoul Walsh                                                      | Hamish Bond                                       |
| 1958        | L'Odyssée du sous-marin Nerka | Run Silent, Run Deep            | Robert Wise                                                      | Commandant « Rich » Richardson                    |
| 1958        | Le Chouchou du professeur     | Teacher's Pet                   | George Seaton                                                    | James Gannon / James Gallangher                   |
| 1959        | La Vie à belles dents         | But Not for Me                  | Walter Lang                                                      | Russell « Russ » Ward                             |
| Années 1960 |                               |                                 |                                                                  |                                                   |
| 1960        | C'est arrivé à Naples         | It Started in Naples            | Melville Shavelson                                               | Michael Hamilton                                  |
| 1961        | Les Désaxés                   | The Misfits                     | John Huston                                                      | Gaylord « Gay » Langland                          |

## Distinctions

### Récompense
- 1935 : Oscar du meilleur acteur dans une comédie romantique pour New York-Miami (1934)

### Nominations
- 1936 : nomination à l'Oscar du meilleur acteur dans un drame d'aventure pour Les révoltés du Bounty (1935)
- 1940 : nomination à l'Oscar du meilleur acteur dans un drame romantique pour Autant en emporte le vent (1939)
- 1958 : nomination au Laurel Award du meilleur acteur dans un drame romantique pour Le Chouchou du professeur (1958)
- 1959 : nomination au Golden Globe du meilleur acteur dans un drame romantique pour Le Chouchou du professeur (1958)
- 1960 : nomination au Golden Globe du meilleur acteur dans un drame romantique pour La Vie à belles dents (1959)

## Doublage français
- Robert Dalban dans :
  - Autant en emporte le vent (doublé en 1950)
  - Au-delà du Missouri
  - L'Étoile du destin
  - Mogambo
  - Le Chouchou du professeur
  - La Vie à belles dents
  - C'est arrivé à Naples
- Richard Francœur dans :
  - Les Révoltés du Bounty
  - La Fièvre du pétrole
  - Marchands d'illusions
- Serge Nadaud dans :
  - L'Odyssée du sous-marin Nerka
  - Les Désaxés

et aussi :
- Raymond Loyer dans L'Esclave libre
- Roger Rudel dans La Classe américaine (série télévisée)